# Merlin

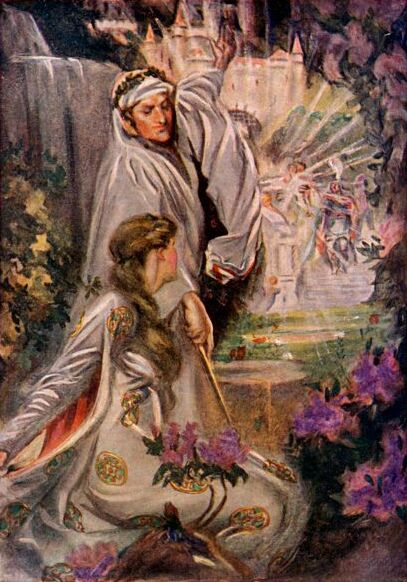
Merlin và Vivien - tranh minh họa từ quyển Legends & Romances of Brittany của Lewis Spence, minh họa bởi W. Otway Cannell.

Merlin là một pháp sư trong truyền thuyết Arthur. Không hề có một bằng chứng lịch sử chắc chắn về sự tồn tại của Merlin hay vua Arthur - vị vua mà Merlin phò trợ. Trong thời Trung cổ, câu chuyện của Merlin được phổ biến rộng rãi trong một tác phẩm gọi là Romances Arthur, những câu chuyện lãng mạn đầu tiên được viết trong những thế kỷ 13. Những câu chuyện này đã được lưu truyền từ nhiều năm trước đó, trong thế kỷ thứ năm, khi Đế chế La Mã sụp đổ và nước Anh rơi vào tình trạng hỗn loạn, lãnh chúa bản địa chiến đấu với nhau, tệ hơn, Anglo-Saxon, Đan Mạch và Đức bắt đầu xâm lược. Theo Romances Arthur, Merlin đã cứu người Anh trong cơn hỗn loạn này. Tên Merlin bắt nguồn từ tiếng của xứ Wales là Myrddin. Còn Geofrey trong tác phẩm của mình dùng tên là Merlinus. Trong một số miêu tả khác Merlin còn được gọi là Ambrosius. Khai sinh tựa Emrys

## Truyền thuyết
Các truyền thuyết về Merlin đầu tiên được viết bởi các giáo sĩ và nhà thơ thời đại Trung cổ. Câu chuyện chi tiết đầu tiên về Merlin được miêu tả trong cuốn Lịch sử các vị vua nước Anh (Historia Regum Britanniae)của Geofrey vùng Monmouth vào năm 1136. 
Trong tác phẩm của mình, Geofrey miêu tả Merlin là một Cambion - một người do con người và quỷ sinh ra. Mẹ của Merlin là người trần, còn cha là một con quỷ (Incubus - nam ác thần được truyền rằng sẽ đi giao hợp với phụ nữ trong lúc họ ngủ). Nhờ đó Merlin thừa hưởng những năng lực siêu nhiên. Tên của mẹ Merlin thường không được nhắc đến nhưng các phiên bản cổ xưa nhất gọi mẹ Merlin là Adhan. Merlin đóng vai trò quan trọng giúp vua Arthur lên ngôi, đồng thời ông cũng giúp vị vua huyền thoại này trị vì với tư cách như một cố vấn cho đến ngày ông bị Tiên nữ của Hồ nước bỏ bùa mê và cầm tù.

## Pháp sư Merlin
Có nhiều truyền thuyết huyền diệu bao quanh pháp sư Merlin. Ông là người bảo vệ Chén Thánh (Holy Grail) và giám hộ cho vua Arthur trẻ tuổi, người đã chiến đấu vì sự bình yên của nước Anh. Merlin xuất hiện như một người có trí tuệ siêu phàm - đã phò trợ cho bốn vị vua liên tiếp của nước Anh. Merlin cũng đã học cách để nói chuyện với các loài động vật hoang dã trong rừng. Ông rất có uy tín với các giáo sĩ, linh mục tại vùng đất huyền thoại Camelot. Điều đặc biệt nhất là Merlin được tất cả mọi người tôn kính bởi ông là một nhà tiên tri vĩ đại với nhiều lời tiên tri đã được ghi nhận. Các vị vua rất tin tưởng vào tài tiên tri của Merlin, đặc biệt là vua Edward I và Triều đại Tudor đã sử dụng những lời tiên tri để chứng minh cho những yêu cầu của mình khi họ ngự trên ngai vàng ở xứ Wales. Vua Edward I đã gặp những rắc rối lớn và tổn hao chi phí để xây dựng lâu đài Caernarvon như thể đó là để hoàn thành một lời tiên tri của Merlin.
Mặc dù Merlin và Arthur đã duy trì hòa bình trong một thời gian, nhưng nước Anh cuối cùng lại rơi vào cuộc nội chiến khi Arthur ốm đau và hiệp sĩ trong Hội Bàn tròn của ông tranh đấu với nhau. Để thống nhất đất nước, Merlin nghĩ ra một nhiệm vụ. Ông là người giám hộ của Chén Thánh, một tách thiêng liêng mà khi uống có thể chữa tất cả các bệnh. Tuy nhiên, thay vì chỉ đơn giản là để cho Arthur uống từ Chén Thánh, Merlin phái các hiệp sĩ đi tìm kiếm nơi ẩn náu bí mật của nó, hi vọng thông qua đó họ sẽ học được sự khôn ngoan để một lần nữa làm việc như một thể thống nhất. Ngài Percival người cuối cùng đã tìm thấy Chén Thánh, Arthur hồi phục, và đất nước được thống nhất. Merlin sau đó nghỉ hưu vào lâu đài Chén bí ẩn nơi di tích được lưu giữ, bổ nhiệm Percival là người giám hộ mới của Chén Thánh.